# Clive Barker
Pour les articles homonymes, voir Clive Barker et Barker.
Ne doit pas être confondu avec le pilote automobile Clive Baker, ni l'entraîneur de football Clive Barker.
Œuvres principales
- Littérature
  - Livres de sang
  - Art Trilogy
  - Abarat Trilogy
- Cinéma
  - Hellraiser : Le Pacte
  - Cabal
  - Le Maître des illusions

Clive Barker, né le 5 octobre 1952 à Liverpool, est un romancier britannique, également dramaturge, scénariste de bande dessinée, peintre et cinéaste (Hellraiser notamment). Avec Les Livres de sang, il propose un panorama du fantastique contemporain, dont il évoque tous les aspects à chacune des nouvelles de ses recueils. Cette œuvre a fait de lui le représentant le plus connu du mouvement splatterpunk.
Les peintures et illustrations de Barker ont été présentées dans des galeries aux États-Unis ainsi que dans ses propres livres.

## Biographie
Il naît le 5 octobre 1952 à Penny Lane, un quartier situé à trois kilomètres du cœur de Liverpool, d'une mère d'origine italienne, Joan Barker, et d'un père d'origine irlandaise, Léonard Barker.
Très tôt, il commence à dessiner et mettre en forme les images issues de ses rêves et de son imagination. Puis il s'intéresse aux œuvres de Christopher Marlowe, William Shakespeare, William Blake, Edgar Allan Poe… Ses livres favoris sont The Pan Books of Horror Stories, une anthologie recueillie par Herbert Van Thal, et Tales of the Mystery and Imagination d'Edgar Allan Poe. C'est en 1966, à l'âge de 14 ans, qu'il écrit sa première nouvelle : The Wood on the Hill.
Il passe ensuite trois années à la Liverpool University où il étudie la littérature anglaise et la philosophie. Il commence alors à écrire des pièces de théâtre : The History of the Devil, Frankenstein in Love, Subtle Bodies, The Secret Life of the Cartoons et Colossus.
En 1970, il tourne son premier court métrage, intitulé Salome, suivi en 1971 de The Forbidden.
En 1973 il quitte Liverpool pour aller s'installer à Londres. Il y fonde plusieurs compagnies de théâtre, dans lesquelles il occupe tantôt la place du dramaturge, du metteur en scène et de l'acteur. De nombreuses pièces s'ajoutent à celles déjà écrites et en parallèle Clive Barker continue de dessiner et peindre. À cette même époque, il travaille sur les nouvelles Les livres de Sang (Books of Blood) qui rencontrent un fort succès, notamment en Amérique du Nord.
En 1985 sort son premier roman Le Jeu de la damnation (The Damnation Game), puis en 1987 Le Royaume des Devins (Weaveworld) continue à asseoir sa notoriété. On y retrouve des thèmes chers à Clive Barker, à savoir des mondes imaginaires et oniriques, de la passion et de l'érotisme, de l'horreur et du crime. Ils sont suivis de Cabale en 1988 et Secret Show (The Great and secret show) en 1989.
Imajica sort à son tour en 1991, roman-fleuve qui demande 18 mois de travail à raison de 14 heures par jour, 7 jour sur 7 ; véritable chef-d'œuvre de l'écrivain, dans lequel figurent 5 mondes différents, que parcourent les trois personnages principaux.
Clive Barker continue sa carrière d'écrivain avec des romans à succès tels que Sacrements en 1996, qui remporte le prix Lambda Literary, Galilée en 1998, ou encore les deux premiers tomes d'Abarat, une œuvre haute en couleur, puisqu'illustrée des peintures de l'auteur. Ce livre s'adressant à un public plus jeune cartographie 25 îles représentant chacune une heure de la journée, plus une 25e.
Pendant ce temps, Clive Barker qui s'est toujours intéressé au cinéma, grâce notamment à Alfred Hitchcock et Jean Cocteau, s'y lance à son tour, ce qui ne sera pas sans souffrances. Encouragé par George Pavlou, Clive Barker lui écrit un scénario intitulé Underworld. Cependant le scénario est réécrit sans en prévenir l'auteur, des passages sont tout simplement supprimés, la réalisation est médiocre pour finalement devenir une comédie rock au lieu d'un film d'horreur, qui sort sous le nom de Transmutations en 1985.
Même déception en 1987, lorsque Clive Barker travaille à l'adaptation d'une de ses nouvelles, Rawhead Rex, avec Alpine et Green Man Production.
Suivant les conseils de Christopher Figg, Clive Barker se met lui-même à la réalisation pour adapter Helbound Heart, court roman qui n'est alors pas publié : Hellraiser sort en 1987. Gore à souhait, effrayant et pervers, Pinhead et ses cénobites ont vite fait de devenir des icônes parmi les fans de l'horreur. En outre, le film remporte un franc succès commercial aux États-Unis et en Angleterre avant de devenir culte quelques années plus tard. Fort de ce succès, Hellraiser 2 (Hellraiser : Hellbound) sort l'année suivante réalisé par Tony Randel.
En 1990, Cabal (Nightbreed), une adaptation du roman Cabale, voit le jour sous la production de 20th Century Fox. Encore une fois, il s'agit d'un désastre. Scénario remanié, budget malmené, la Fox remonte le film sans en avertir Clive Barker, et ce dernier est impuissant à y remédier, les rushes ayant disparu.
En 1992 sort Hellraiser 3 : Hell on Earth, sous la direction d'Anthony Hickox, film pour lequel Clive Barker se contente d'y faire figurer son nom, puis Hellraiser 4 : Bloodline en 1996, où cette fois-ci, l'écrivain ne souhaite pas être mentionné.
Entretemps commence la série des Candyman, à l'origine adaptée de la nouvelle Lieux interdits (The Fordidden) des Livres de Sang. Le premier sort en 1992. Il est suivi de Candyman 2 : Farewell to the Flesh en 1995 et de Candyman 3 : Day of the Dead en 1999.
Clive Barker est producteur exécutif du film Ni dieux ni démons (Gods and Monsters), réalisé par Bill Condon et retraçant la vie du réalisateur James Whale, interprété par Ian McKellen. Le film, qui sort en 1998, obtient un gros succès critique et public. Il décroche l'Oscar du meilleur scénario adapté et reçoit des nominations pour l'Oscar du meilleur acteur (Ian McKellen) et l'Oscar de la meilleure actrice dans un second rôle (Lynn Redgrave).
Le Maître des illusions (Lord of Illusions) sort en 1995, d'après sa nouvelle The Last Illusion issue des Livres de Sang qui, malgré une distribution prestigieuse et un budget confortable, est remanié par la MGM qui supprime 20 minutes du film.
À la suite de toutes ces mauvaises expériences, il faut attendre 2002 pour que Clive Barker revienne dans le milieu du cinéma, en écrivant le scénario de Saint Sinner, une mini-série télévisée pour Syfy.
Clive Barker se concentre alors sur d'autres projets : la peinture, avec la sortie de Book of Art, mais aussi des adaptations de comics, l'édition d'un jeu vidéo (The Undying) en 2001, ainsi que la création d'une ligne de figurines avec Todd McFarlane.
Un nouveau jeu vidéo associé à son nom, Clive Barker's Jericho, est sorti le 25 octobre 2007 en France.
Clive Barker est ouvertement homosexuel depuis les années 1990. Il a longtemps été en couple avec le photographe David E. Armstrong (avec lequel il a collaboré sur Rare Flesh). En 2012, David Armstrong porte plainte contre lui, l'accusant de lui avoir transmis le VIH dans les années 1990. Finalement, sa plainte est déboutée et Clive Barker reconnu innocent.
Clive Barker s'affirme chrétien et considère la Bible comme l'une de ses principales influences.

## Œuvres

### Romans

#### SérieAbarat
1. Abarat, Albin Michel, coll Wiz, 2002 ((en) Abarat, 2002)
2. Jours de lumière, nuits de guerre, Albin Michel, coll Wiz, 2004 ((en) Days of Magic, Nights of War, 2004)
3. (en) Absolute Midnight, 2011

#### SérieLivres de l'art
1. Secret Show, Albin Michel, 1991 ((en) The Great and Secret Show, 1989)
2. Everville, Albin Michel, 1997 ((en) Everville, 1994)

#### Autres romans
- Le Jeu de la damnation, Albin Michel, 1988 ((en) The Damnation Game, 1985)
- Hellraiser, Bragelonne, 2006 ((en) The Hellbound Heart, 1986)
- Le Royaume des Devins, Albin Michel, 1989 ((en) Weaveworld, 1987)Prix Cosmos 2000 1990
- Cabale, Albin Michel, 1990 ((en) Cabal, 1988)
- Imajica, Payot & Rivages, 1996 ((en) Imajica, 1991)Publié en français en deux volumes puis réuni en un seul sous le titre Imajica : L'Intégrale aux éditions Bragelonne en 2017
- Le Voleur d'éternité, Pocket Jeunesse, 1994 ((en) The Thief of Always, 1992)
- Sacrements, Payot & Rivages, 2001 ((en) Sacrament, 1996)
- Galilée, Payot & Rivages, 2000 ((en) Galilee, 1998)Publié en français en deux volumes
- Coldheart Canyon, J'ai lu, 2004 ((en) Coldheart Canyon, 2001)Publié en français en deux volumes
- (en) Tortured Souls, 2001
- Jakabok : le Démon de Gutenberg, Denoël, coll. Lunes d'encre, 2010 ((en) Mister B. Gone, 2007)
- (en) Mr. Maximillian Bacchus and his Travelling Circus, 2009
- Les Évangiles écarlates[2], Bragelonne, 2016 ((en) The Scarlet Gospels, 2015)
- (en) Infernal Parade, 2017

### Recueils de nouvelles

#### SérieLivres de sang
1. Livre de sang, Albin Michel, 1987 ((en) Book of Blood, volume 1, 1984)
2. Une course d'enfer, Albin Michel, 1988 ((en) Book of Blood, volume 2, 1984)
3. Confessions d'un linceul, Albin Michel, 1990 ((en) Book of Blood, volume 3, 1984)
4. Apocalypses, Albin Michel, 1991 ((en) Book of Blood, volume 4, 1985)
5. Prison de chair, Albin Michel, 1991 ((en) Book of Blood, volume 5, 1985)
6. La Mort, sa vie, son œuvre, Albin Michel, 1992 ((en) Book of Blood, volume 6, 1985)

## Adaptations en bande dessinée
- Cabal (1990) de Jim Baikie, Alan Grant et John Wagner (éditions Comics USA)
- Secret Show (2011) de Chris Ryall et Gabriel Rodriguez (éditions Akileos)

## Filmographie

### En tant que réalisateur et scénariste
- 1973 : Salome,
- 1978 : The Forbidden,
- 1987 : Hellraiser : Le Pacte
- 1990 : Cabal (Nightbreed)
- 1995 : Le Maître des illusions

### En tant que scénariste
- 1985 : Transmutations (Underworld) de George Pavlou
- 1986 : Rawhead Rex, le monstre de la lande
- 1992 : Candyman, (scénariste et producteur exécutif)
- 1995 : Candyman 2, (coscénariste & producteur exécutif)
- 1997 : Quicksilver Highway, (téléfilm, scénariste)

### En tant que producteur
- 1988 : Hellraiser 2 : Les Écorchés (producteur exécutif)
- 1992 : Hellraiser 3 (producteur exécutif)
- 1992 : Candyman (producteur exécutif)
- 1996 : Hellraiser: Bloodline, (producteur exécutif)
- 1998 : Ni Dieux ni Démons (producteur exécutif)
- 2006 : Le Fléau selon Clive Barker (The Plague), (producteur exécutif)
- 2008 : Midnight Meat Train (producteur)
- 2009 : Livre de sang (producteur)
- 2009 : Dread (en) (producteur)
- 2024 : Une nuit au zoo (Concept original, producteur exécutif)

## Autres œuvres
Clive Barker est aussi peintre, illustrateur (c'est lui qui a réalisé toutes les illustrations d'Abarat) et a mis en scène plusieurs pièces de théâtre.
Scénariste, designer et producteur de quatre jeux vidéo :
- 1990 - Clive Barker's Nightbreed : The Interactive Movie, sur Amiga, PC et Atari ST
- 1990 - Clive Barker's Nightbreed : The Action Game, sur Amiga, PC, ZX Spectrum, Commodore 64, Amstrad CPC et Atari ST
- 2001 - Clive Barker's Undying, (Jeu vidéo sur PC: Win, Mac OS, Mac OS X et PS2) (scénariste et design)
- 2007 - Clive Barker's Jericho (Jeu vidéo sur Xbox 360, PlayStation 3 & Pc) (coproducteur)

Il a créé une série de Comics chez Marvel, Razorline (1993-1995), une série d'horreur pour laquelle il a surtout donné des idées, les personnages principaux et les bases du scénario avec 4 titres publiés : Ectokid, Hokum and Hex, Hyperkind et Saint Sinner 
Il a écrit le scénario d'un comics, Seduth, dont deux couvertures sont de lui.
D'autres jeux vidéo ont été créés à partir de ces œuvres littéraires et de nombreux comics ont été réalisés à partir de ces films, comme une série de comics sur Nightbreed, une autre sur Hellraiser et l'adaptation des Livres de sang.

## Citations
(avril 2024).
- « Le souvenir, la prophétie et le fantasme — le passé, l'avenir et le moment de rêve entre eux — ne forment qu'un seul pays, ne vivant qu'une seule et immortelle journée.
Savoir ceci, c'est la Sagesse.
L'utiliser, c'est l'Art. » Secret Show
- « Tout être est un volume de sang qui perle à chaque page coupée. » Livre de Sang : Prison de Chair
- « Certaines étoiles mettent plus de temps que d’autre à apparaître. Le paradoxe est le suivant : plus il fait nuit, plus ces secrets deviennent visibles. Pour finir, ils se déploient dans toute leur splendeur ; et ce sont ces choses même que nous dissimulons, ces choses dont nous avons le plus honte, dont nous nous servons pour nous guider. » Galilée
- « Les morts ont leurs artères. Elles défilent, infaillibles alignements de trains fantômes, de rames de rêve, à travers la désolation qui s’étend derrière nos vies, portant un trafic éternel d’âmes envolées. Elles ont leurs panneaux de signalisation, ces artères, et leurs ponts et leurs aires de repos. Elles ont leurs carrefours et leurs croisements.
[…]Les morts ont leurs artères.
Seuls les vivants sont perdus. » Livre de Sang (épilogue) : Jérusalem Street
- « Certains liens sont faits pour être rompus et d'autres sont invisibles. Il est parfois préférable de ne jamais parler de certaines terres car elles bordent l'enfer. » Clive Barker’s Undying, Histoire d'Oneiros par Otto Keisinger
- « Il n’y a que dans la fiction que la douleur est poétique. Dans la réalité, elle s'accompagne de sanglots et de suppliques, de larmes et de reniflements. » Everville